# Prime (Christian-McBride-Album)
Prime ist ein Jazzalbum von Christian McBrides New Jawn. Die um 2022 entstandenen Aufnahmen erschienen am 24. Februar 2023 auf Brother Mister Productions/Mack Avenue Records.

## Hintergrund
„Ich habe das Gefühl, dass jede Band, die ich je hatte, mit dem Schlagzeug anfängt“, erklärte der Bassist Christian McBride in einem Interview mit dem Sender WBGO. „Der Bass und das Schlagzeug sind die wichtigste Beziehung in jeder Gruppe. [Schlagzeuger] Nasheet Waits kenne ich schon lange, aber wir hatten noch nie die Gelegenheit, so viel zusammen zu spielen. Ich hatte diesen Auftritt im Village Vanguard, meiner jährlichen zweiwöchigen Residenz im Dezember. 2015 habe ich mich entschieden, was für eine Band ich zusammenstellen möchte. Dann fing ich an, darüber nachzudenken, was aus New Jawn werden sollte. [...] Ich kenne Marcus Strickland schon sehr lange; wir haben im Laufe der Jahre in vielen verschiedenen Bands zusammen gespielt. Ich fing an, mich nach Trompetern umzusehen. Ich kannte Josh Evans, aber ich hatte noch nie mit ihm gespielt. Alle sagten: ‚Nun, für das, was du beschreibst, solltest du dir vielleicht Josh Evans anhören.‘ Also wurde Josh dieser Typ. Und seitdem ist es so.“
In der Folge legte McBride mit dem Saxophonisten Marcus Strickland, Trompeter Josh Evans und dem Schlagzeuger Nasheet Waits 2018 ein selbstbetiteltes Album vor, das sämtlich Eigenkompositionen, dargeboten in einem viel freieren und aggressiveren Stil enthielt, als wofür McBride normalerweise bekannt sei, notierte Phil Freeman. The New Jawn ist eine oft ziemlich rau spielende Band, die auf den Free Jazz von Ornette Coleman, Archie Shepp und Sonny Rollins aus der Mitte der 1960er-Jahre zurückgreife. Ihr Album Prime enthält Versionen von Colemans „Prime“, „Moonchild“ von dem Organisten Larry Young und „East Broadway Run Down“ von Rollins sowie neue Stücke der Bandmitglieder. Das von McBride stammende „Head Bedlam“ eröffnet das Album.
„[Es gibt] definitiv ein gewisses Maß an Hingabe, das passieren muss, um auf diese Weise zu spielen“, meinte Strickland in einem Interview. „Ich kann auch reinen Bebop spielen; Ich kann etwas Gospelmusik spielen, ich kann alle möglichen Stilrichtungen spielen, aber wenn ich frei spiele, bringt es uns alle auf eine Weise zusammen, wie es andere Arten von Musik nicht können. Sie alle teilen einfach wirklich den Moment und das wird zur Komposition, anstatt einen sehr strengen Fahrplan zu haben.“
„New Jawn“ ist Philadelphia-Slang für „etwas, das noch nicht benannt oder geschaffen wurde“.

## Titelliste
- Christian McBride New Jawn: Prime (Mack Avenue Records)

1. Head Bedlam (Christian McBride)
2. Prime (Ornette Coleman)
3. Moonchild (Larry Young)
4. Obsequious (Nasheet Waits)
5. Lurkers (Christian McBride)
6. The Good Life (Marcus Strickland)
7. Dolphy Dust (Josh Evans)
8. East Broadway Rundown (Sonny Rollins)

## Rezeption
Nach Ansicht von Mike Jurkovic, der das Album in All About Jazz rezensierte, bevorzuge die zweite Veröffentlichung von New Jawn des eigenwilligen Bassisten Christian McBride die freie Form. Weinend, kreischend, Zeugnis ablegend würden Trompeter Josh Evans und der Holzbläser Marcus Strickland wild und laut über das taumelnde Manifest von Schlagzeuger Nasheet Waits und McBrides tief verwurzeltes Dröhnen spielen, um die Ahnen (wie Ornette Coleman für den Anfang) zu beschwören. Das freigeistige „Dolphy Dust“ und der feurige Abschluss „East Broadway Rundown“ würden alle Skeptiker und Ungläubigen in Frage stellen, dass die Band New Jawn der neue Deal ist. In der Tat, der Beweis liege in der Musik und davon gebe es auf Prime reichlich; daher sei das Album sicher eine feste Größe in den Jahresbestlisten 2023.
Das Ensemble sei darauf ausgerichtet, die Geschichte und Tradition des Jazz zu erweitern, und zeige hier wirklich seine moderne Perspektive, schrieb Griff Stevens (5 Finger). McBrides Puls sei interaktiv, da er eine kommunikative Haltung bilde, die mit den harmonischen Implikationen des Solisten und den rhythmischen Mustern von Waits entwickelt wurde. Stricklands Tenorsaxophon würde von der Wertschätzung geprägt, die Klänge des Jazz voranzutreiben, und sei solide mit modernen Klangfarben und Techniken. McBrides Soli seien großartig in Klang und melodischem Gewicht. Prime sei ein wunderschönes klavierloses Quartett, das einen Rahmen schaffe, um den interaktiven Ansatz des Bassisten zu erleben, seine Rolle als Anker zwischen der Harmonik und dem Zeitgefühl zu spielen. In dieser Umgebung höre man, wie sich der Bandleader mit dem Ensemble und als Einzelperson entfalte, um ein großartiges Album des Modern Jazz zu schaffen, das dynamisch und repräsentativ für eine sich ständig weiterentwickelnde Jazzszene sei.